# 召陵区
召陵区（しょうりょう-く）は中華人民共和国河南省漯河市に位置する市轄区。

## 行政区画
- 街道:天橋街街道、翟荘街道、東城街道
- 鎮:召陵鎮、鄧襄鎮、万金鎮、老窩鎮、姫石鎮、青年鎮